# Anta da Nave do Grou
Die Anta da Nave do Grou, auch Anta do Sobral genannt, ist eine Megalithanlage etwa 3,5 km südwestlich Castelo de Vide, in der Gemeinde (portugiesisch Freguesia) São João Baptista im Kreis (portugiesisch Concelho) Castelo de Vide, Distrikt Portalegre im nordöstlichen Alentejo.
Anta, Mámoa, Dolmen, Orca und Lapa sind die in Portugal geläufigen Bezeichnungen für die ungefähr 5000 Megalithanlagen, die während des Neolithikums im Westen der Iberischen Halbinsel von den Nachfolgern der Cardial- oder Impressokultur errichtet wurden.

## Denkmalpflege
1867–1868 wurde die Anlage durch Pereira da Costa untersucht und publiziert und 1910 als Monumento Nacional eingetragen und geschützt. Eine moderne archäologische Nachuntersuchung der Fundstelle steht bisher aus. Im Zuge der Prospektionen von 1986 und 2010 wurde die Anlage katalogisiert und photographisch dokumentiert.
Obwohl bisher keine umfangreichen Sicherungsmaßnahmen durchgeführt wurden, gehört die Anta zu den besser erhaltenen Megalithanlagen der Region. Sie liegt auf Privatbesitz, ist aber für die Öffentlichkeit zugänglich.

## Befund
Die unregelmäßig polygonale Grabkammer ist breiter als hoch (etwa 3,20 × 2,40 m im Grundriss und 1,80 m Höhe) und wird durch sieben Tragsteine (Orthostaten) aus Granit gebildet. Die leicht konisch zulaufenden Tragsteine sind alle noch in situ erhalten. Der Deckstein, der im Zuge der Grabung Ende des 19. Jahrhunderts verstürzt war, wurde 1992 wieder auf der Grabkammer platziert.
Die ehemalige Überhügelung (Mámoa) des Grabes mit einem Durchmesser von ca. 25 m ist heute im Gelände kaum mehr wahrnehmbar. Die Grabung erbrachte keine Hinweise auf einen Korridor.

## Funde
Im Zuge der Grabung wurden nur ein Steinbeil und ein Tonlöffel geborgen.

Die Datierung der Anlage kann daher nur allgemein in den Zeitraum vom Endneolithikum bis in die Kupfersteinzeit (3500–2000 v. Chr.) erfolgen.